# Болгаро-византийские войны
Византийско-болгарские войны (болг. Българо-византийски войни) — ряд военных конфликтов между булгарами, затем Болгарским царством, и Византией за доминирование на Балканском полуострове. Войны продолжались большую часть Средних веков и происходили в основном на Балканском полуострове. На протяжении трех столетий болгары, наряду с арабами, были самыми опасными врагами Византии.
Войны начались в VI веке, когда булгары после распада Гуннской державы впервые появились в Балканском регионе. В 501 году булгары совершили первое вторжение в пределы Византийской империи, во Фракию и Мёзию. Император Анастасий I (491—518) построил длинную пограничную стену, названную его именем, но не спас этим пограничные провинции. В 538 году, в правление императора Юстиниана I Великого (527—565), булгары снова вторглись в Мёзию, но здесь военачальник Мунд нанёс им поражение. В 559 году болгарский вождь Заберган с многочисленной конницей перешёл по льду Дунай и предпринял опустошительный набег до Константинополя, спасённый только благодаря военному искусству полководца Велизария.
Столкновения усилились, после того, как около 680 года булгары обосновались на Нижнем Дунае. В 679 году предводитель булгар Аспарух (Испериг) вторгся в Молдавию и разбил императора Константина Погоната, после чего булгары расселились по Нижней Мёзии и проникли до Варны. Только ценой больших уступок император смог заключить мир. В 705 году за помощь императору Юстиниану II хан Тервел получил на южной стороне Балкан часть Фракии.
Византийцы и болгары продолжали сталкиваться в течение VIII столетия с переменным успехом. Постепенное усиление Болгарского государства вновь повлекло за собой войны с Византийской империей. Хан Крум (797—814) начал войну с императором Никифором I Геником (802—811), вторгся в Дакию, разбил византийские войска и лично убил самого императора (25 июля 811), овладел Адрианополем (Одрином) и осадил Константинополь. Однако осада не удалась, и Крум с большой добычей был вынужден вернуться. В 813 году болгары повторили вторжение, но император Лев V Армянин (813—820) нанёс Круму поражение при Месемврии и этой победой на несколько лет обезопасил пограничные провинции. После смерти Крума в 814 году его сын Омуртаг заключил тридцатилетний мирный договор.
В 894—896 годах во время следующей большой войны болгарский царь Симеон I (888—927) победил византийцев, пытаясь сформировать большую восточноевропейскую империю, но его мечты не сбылись полностью. Симеон два раза брал Адрианополь и 4 раза безуспешно осаждал Константинополь; в 913 году там его короновали Царём, а затем было подписано соглашение на выгодных для Болгарии условиях, теперь Симеон мог вмешиваться в византийские дела. Вернувшись в Болгарию, он короновал себя «Царём болгар и греков (ромеев)». Однако рано он собрался праздновать победу, Византия нарушила договор. В 917 году он разбил греческие войска при Ахелое и овладел огромной добычей.
В 969 году греки призвали против болгар русского князя Святослава. Святослав покорил всю восточную Болгарию и затем обратил оружие против самих греков. В 971 году византийский император Иоанн I Цимисхий покорил большую часть ослабевшей Болгарской Империи, столкнувшись с русскими, печенегами, мадьярами и хорватами, победив Бориса II и захватив столицу Болгарии Преслав. Цимисхий принудил Святослава запереться в Доростоле (Силистрии) и покинуть завоеванную территорию, после чего Болгария (972) на некоторое время стала греческой провинцией.
В 980-е годы вновь провозглашенный царём Болгарии Самуил вытеснил греков и начал войну с императором Василием II (975—1025), опустошил Фракию, Македонию и часть Греции, разбив императорское войско при Ахтимоне, но затем потерпел тяжёлое поражение при Белашице. Константинополь под управлением Василия II полностью покорил Болгарию в 1018 году в результате битвы при Клейдионе (1014 год). После окончания войн Болгария в течение 170 лет контролировалась византийскими императорами.
Были восстания против византийского правления с 1040 по 1041, а также в 1070-х и 1080-х годах, но они потерпели неудачу.
Однако в 1185 году Пётр IV и Иван Асень I начали восстание, и ослабленная Византийская империя, столкнувшись с собственными внутренними династическими проблемами, не смогла помешать восстанию. В результате восстания было образовано Второе Болгарское царство.
После того, как крестоносцы завоевали Константинополь в 1204 году, болгарский император Калоян попытался установить дружеские отношения с ними, но недавно созданная Латинская империя отвергла любое предложение союза с болгарами. Из-за своего холодного приема Калоян вступил в союз с Никейской империей, одним из византийских государств, созданных после падения Константинополя, что уменьшило власть крестоносцев в этом районе. Несмотря на то, что его племянник Борил вступил в союз с Латинской империей, преемники Борила встали на сторону никейцев, несмотря на несколько продолжающихся атак с их стороны. После падения Латинской империи византийцы, воспользовавшись болгарской гражданской войной, захватили часть Фракии, но болгарский царь Феодор Святослав отвоевал эти земли. В 20-х и 30-х годах XIV века между Византией и Болгарией происходили последние масштабные конфликты, а в 1332 году византийская и болгарская армии в последний раз столкнулись в крупном сражении, после чего между двумя государствами происходили лишь мелкие стычки, пока турки не захватили болгарскую столицу в 1393 году и византийскую столицу в 1453 году.

## Значительные сражения
| Сражение | Дата             | Болгарский военачальник | Византийский военачальник                           | Победители |
| --- | ---------------- | ----------------------- | --------------------------------------------------- | ---------- |
| Битва при Онгале | 680              | Аспарух                 | Константин IV                                       | болгары    |
| Битва при Анхиало | 708              | Тервел                  | Юстиниан II                                         | болгары    |
| Битва при Маркели | 756              | Винех                   | Константин V                                        | византийцы |
| Битва у Ришкийском проходе | 759              | Винех                   | Константин V                                        | болгары    |
| Битва при Анхиало | 30 июня 763      | Телец                   | Константин V                                        | византийцы |
| Битва при Берзитии | октябрь 774      | неизвестно              | неизвестно                                          | византийцы |
| Сражение при Маркели | 792              | Кардам                  | Константин VI                                       | болгары    |
| Болгаро-византийская война (807—815) * Битва при Струме * Осада Сердики (809) * Битва в Вырбишском ущелье (26 июля 811) * Осада Дебелта (812) * Битва при Версиникии (22 июня 813) * Осада Адрианополя (813) * Осада Константинополя (813) * Сражение при Месембрии * Болгаро-византийский договор (815/816) | 807—815          | Крум Омуртаг            | неизвестно Никифор I Михаил I Рангаве Лев V Армянин | болгары    |
| Битва при Булгарофигоне | лето 896         | Симеон I                | Лев Катакалон                                       | болгары    |
| Битва при Ахелое | 20 августа 917   | Симеон I                | Лев Фока                                            | болгары    |
| Битва при Катасиртах | август 917       | Симеон I                | Лев Фока                                            | болгары    |
| Битва при Пиге | март 922         | Феодор Сигрица          | Пофос Аргирос                                       | болгары    |
| Битва при Константинополе | 922              | неизвестно              | Сактикий                                            | болгары    |
| Битва у Траяновых Ворот | 17 августа 986   | Самуил                  | Василий II Болгаробойца                             | болгары    |
| Битва при Фессалониках | лето 995         | Самуил                  | Григорий Таронит                                    | болгары    |
| Сражение при Сперхее | 16 июля 996      | Самуил                  | Никифор Уран                                        | византийцы |
| Битва при Скопие | 1004             | Самуил                  | Василий II                                          | византийцы |
| Битва при Крете | 1009             | Самуил                  | Василий II                                          | византийцы |
| Битва при Фессалонике | июль 1014        | Несторица               | Феофилакт Ботаниат                                  | византийцы |
| Битва на Клейдионе | 29 июля 1014     | Самуил                  | Василий II                                          | византийцы |
| Битва при Струмице | август 1014      | Гавриил Радомир         | Феофилакт Ботаниат                                  | болгары    |
| Сражение при Битоле | осень 1015       | Ивац                    | Георгий Гонициат                                    | болгары    |
| Битва при Сетине | осень 1017       | Иван Владислав          | Василий II                                          | византийцы |
| Битва при Диррахии | февраль 1018     | Иван Владислав          | Никита Пегонит                                      | византийцы |
| Битва при Фессалонике | 1040             | Пётр II Делян           | Михаил IV                                           | болгары    |
| Битва при Фессалонике | осень 1040       | Алусиан                 | неизвестно                                          | византийцы |
| Битва при Острово | 1041             | Пётр II Делян           | Михаил IV                                           | византийцы |
| Осада Ловеча | весна 1190       | Неизвестен              | Исаак II Ангел                                      | болгары    |
| Битва на Тревненском перевале | весна 1190       | Иван Асень I            | Исаак II Ангел                                      | болгары    |
| Сражение при Аркадиополе | 1194             | Иван Асень I            | Василий Ватац                                       | болгары    |
| Битва при Серре | 1196             | Иван Асень I            | Исаак                                               | болгары    |
| Осада Варны | 21—24 марта 1201 | Калоян                  | неизвестно                                          | болгары    |
| Битва при Клокотнице | 9 марта 1230     | Иван Асень II           | Феодор Комнин                                       | болгары    |
| Битва при Адрианополе | 1254             | Михаил I Асень          | Феодор II Ласкарис                                  | византийцы |
| Битва при Девине | 17 июля 1279     | Ивайло                  | Мурин                                               | болгары    |
| Битва при Скафиде | 1304             | Феодор Святослав        | Михаил IX                                           | болгары    |
| Битва при Русокастро | 18 июля 1332     | Иван Александр          | Андроник III                                        | болгары    |

## Источник
- Греко-болгарские войны // Военная энциклопедия : [в 18 т.] / под ред. В. Ф. Новицкого … [и др.]. — СПб. ; [М.] : Тип. т-ва И. Д. Сытина, 1911—1915.